# Grande plaine de la Koukdjuak
Pour les articles homonymes, voir Koukdjuak.

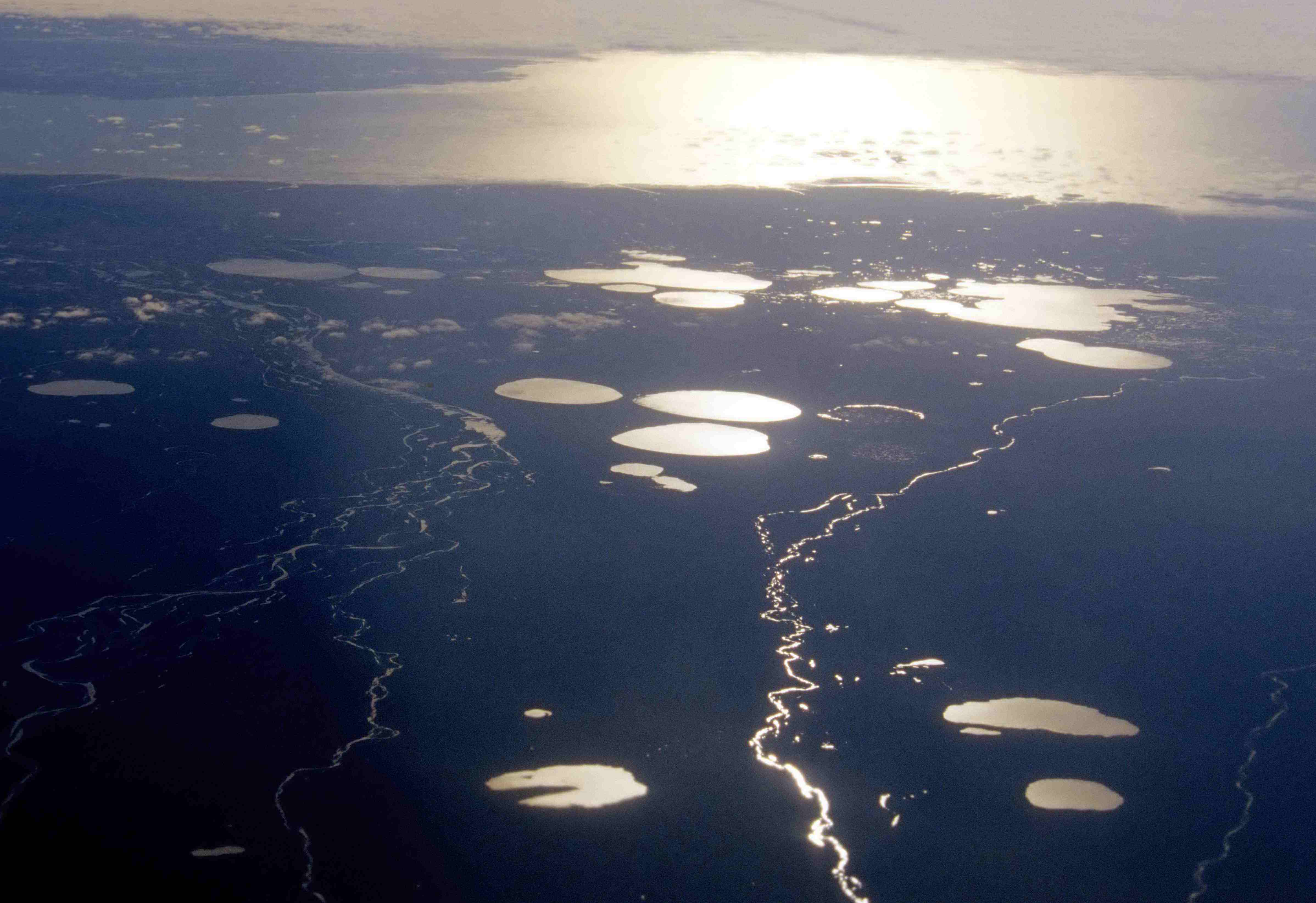
La Grande plaine de la Koukdjuak et le lac Nettilling

La Grande plaine de la Koukdjuak est située dans la région de Qikiqtaaluk au Nunavut dans l'Arctique canadien à l'ouest de l'île de Baffin. Elle tient son nom de la rivière Koukdjuak qui la traverse et qui se jette dans le bassin de Foxe. La Grande plaine de la Koukdjuak s'étend de la baie de Cory jusqu'à la baie de Hantzsch ainsi qu'à l'intérieur de l'île.

## Géographie
La plaine mesure 193 km de long et a une largeur de 97 à 145 km. Elle est caractérisée par une plaine large et plate gorgée d'eau avec un estran allant jusqu'à 15 km dans les terres.

## Faune
La Grande plaine de la Koukdjuak est reconnue pour ses oiseaux migratoires et pour ses habitats sauvages. En effet, la plaine supporte la plus grande colonie d'oies du monde. Elle est un lieu de reproduction pour l'oie des neiges, la bernache du Canada, la harelde kakawi, l'eider à tête grise, l'eider à duvet et la bernache cravant. C'est un habitat naturel pour plusieurs limicoles comme le phalarope à bec large. La Grande plaine de la Koukdjuak est classée comme étant une zone importante pour la conservation des oiseaux. 
De plus, la Koukdjuak est d'ailleurs traversée par les caribous de la toundra lors de leur migration.

## Source de traduction
- (en) Cet article est partiellement ou en totalité issu de l’article de Wikipédia en anglais intitulé « Great Plain of the Koukdjuak » (voir la liste des auteurs).